# John Adam (ator)
John Adam é um ator de televisão australiano.

## Filmografia
| Ano       | Título             | Papel                 | Notas                                      |  |
| --------- | ------------------ | --------------------- | ------------------------------------------ |  |
| 1990      | Home and Away      | Dave Porter           |                                            |  |
| 1991      | A Country Practice | Rick Morrison         | 2 episódios                                |  |
| 1993–94   | Home and Away      | Luke Cunningham       | 343 episódios                              |  |
| 1997      | Water Rats         | Michael Jeffries      |                                            |  |
| 1998      | 13 Gantry Row      | Peter Carter          | Filme de televisão                         |  |
| 1999–2001 | Farscape           | Bekhesh               | 3 episódios                                |  |
| 1999–2000 | All Saints         | Dr. Tom Snowden       |                                            |  |
| 2000      | Above the Law      | Det. Sgt. John Morgan |                                            |  |
| 2002      | Farscape           | Raa'Keel              | Episódio: "Lava's a Many Splendored Thing" |  |
| 2002      | Stingers           | Gebe Rubin            | Episódio: "A Girl's Best Friend"           |  |
| 2003      | Farscape           | Pennoch               | Episódio: "Bad Timing"                     |  |
| 2003      | Always Greener     | Bryce Richards        | Episódio: "What a Difference a Year Makes" |  |
| 2009–11   | City Homicide      | Nick Buchanan         |                                            |  |
| 2013      | Neighbours         | Don Cotter            |                                            |  |
| 2016      | Home and Away      | Atticus Decker        |                                            |  |
| 2017      | Janet King         | Simon Nixon           | Série 3                                    |  |
| 2017      | House Husbands     | Dr. Ryan Zanguard     | Episódio: #5.6                             |  |